# Miroslav Lazanski
Miroslav Lazanski, cyr. Мирослав Лазански (ur. 18 września 1950 w Karlovacu, zm. 3 sierpnia 2021 w Belgradzie) – serbski dziennikarz, pisarz i korespondent wojenny, a także polityk i dyplomata.

## Życiorys
Syn Serbki i Słoweńca. Urodził się na terenie Chorwacji, ukończył studia prawnicze na Uniwersytecie w Zagrzebiu. Pracę dziennikarską rozpoczął w Zagrzebiu, pisząc dla gazety „Vjesnik”, a także m.in. dla czasopism „Danas” i „Start”. W 1991 przeniósł się do Belgradu, został tam dziennikarzem dziennika „Politika”. Wielokrotnie pracował jako korespondent wojenny, relacjonując konflikty zbrojne m.in. w Afganistanie, Czeczeni, Libanie, Zairze, Iraku, Libii, a w latach 90. również na Bałkanach.
Autor publikacji książkowych takich jak: Jutarnja patrola (2000), Bin Laden protiv Amerike (2001), Komandosi (2002), Hitler je pobedio (2003), Vreme izdaje (2008) i innych.
W 2016 przyjął propozycję Serbskiej Partii Postępowej wystartowania z jej listy w wyborach parlamentarnych. Otrzymał wysokie miejsce na liście wyborczej SNS, uzyskując mandat poselski do Zgromadzenia Narodowego Republiki Serbii.
W 2019 objął stanowisko ambasadora Serbii w Rosji. Funkcję tę pełnił do czasu swojej śmierci w 2021.